# Pius Alexander Wolff
Pius Alexander Wolff, född den 3 maj 1782 i Augsburg, död den 28 augusti 1828 i Weimar, var en tysk skådespelare. Han var gift med skådespelerskan Amalie Wolff-Malcolmi.
Wolff förvärvade tidigt en omfattande estetisk bildning, utbildades för scenen av skalden Goethe, debuterade 1803 på den av denne ledda hovteatern i Weimar och övergick 1816 till kungliga teatern i Berlin. Wolff skördade triumfer med sin ideala framställning av sådana sorgespelskaraktärer som Tasso, Hamlet, Romeo, Posa i "Don Carlos" och Orest. Sedermera utmärkte han sig även för ett fint och livfullt spel i komedier. Han skrev själv flera teaterstycken, bland annat libretton till Webers sångspel Preciosa. Hans biografi skrevs av Max Martersteig (1879).